# فرودگاه ساترن ایلینوی
فرودگاه ساترن ایلینوی (به انگلیسی: Southern Illinois Airport) یک فرودگاه همگانی بهره‌برداری هوایی با کد یاتا MDH است که یک باند فرود آسفالت دارد و طول باند آن ۱۲۶۹ متر است. این فرودگاه در شهرستان جکسون، ایلینوی کشور ایالات متحده آمریکا قرار دارد و در ارتفاع ۱۲۵ متری از سطح دریا واقع شده است.